# سیمفروپول
سیمفروپول (به اوکراینی: Сімферополь، به روسی: Симферополь، به تاتاری کریمه: Aqmescit (آق مسجد به معنی مسجد سفید)) پایتخت جمهوری خودمختار کریمه در اوکراین است.
به عنوان پایتخت کریمه، این شهر یک مرکز مهم سیاسی، اقتصادی و ترابری شبه جزیره است. بر اساس آمار سال ۲۰۱۴ جمعیت این شهر برابر با ۳۳۲,۳۱۷ نفر بوده‌است.
مدارک باستان‌شناسی در سیمفروپول نشانگر قدمت آن به‌عنوان یک شهر باستانی سکاها است که با نام ناپل سکائیه شناخته می‌شد. این منطقه همچنین با نام آق‌مسجد (Aqmescit) منزلگاه تاتارهای کریمه‌ای بوده‌است. پس از تصرف خانات کریمه به‌دست امپراتوری روسیه، نام این شهر به سیمفروپول (نام کنونی) تغییر یافت.